# Зовнішній сітчастий шар

Шари сітківки.
RPE — пігментний епітелій сітківки
OS — зовнішній сегмент фоторецепторів; IS — внутрішній сегмент фоторецепторів;
ONL — зовнішній ядерний шар; OPL — зовнішній сітчастий шар;
INL — Внутрішній ядерний шар; IPL — внутрішній сітчастий шар;
GC — гангліонарний шар; BM — мембрана Бруха; P — пігментні епітеліоцити;
R — палички; C — колбочки;
Стрілочка і пунктирна лінія — зовнішня погранична мембрана;
H — горизонтальні клітини; B — біполярні клітини;
M — клітини Мюллера A — амакринові клітини;
G — гангліонарні клітини; AX — аксони.

Зовнішній сітчастий шар (англ. outer plexiform layer, OPL) — один з десяти шарів сітківки хребетних, що утворений синапсами між фоторецепторами і біполярними та горизонтальними клітинами.
Дендрити біполярних і горизонтальних клітин сполучаються з синаптичними закінченнями аксонів фоторецепторів  і формують перший ступінь інтраретинальної переробки інформації. В цьому шарі міститься глибока сітка ретинальних капілярів, яка виходить з центральної артерії сітківки. Ці судини проходять строго на поверхні шару і майже не виступають у сусідні шари.

Будова паличок

Товщина шару становить 20 мкм.

## Зовнішні посилання
- Histology Learning System Бостонського університету: 07902loa [Архівовано 3 березня 2016 у Wayback Machine.]